# Огваші-Уку
Огваші-Уку (англ. Ogwashi Ukwu, Ogwashi Uku) — місто народу ігбо у штаті Дельта, Нігерія.

## Клімат
Місто знаходиться у зоні, котра характеризується кліматом тропічних саван. Найтепліший місяць — березень із середньою температурою 28.6 °C (83.5 °F). Найхолодніший місяць — серпень, із середньою температурою 25.1 °С (77.2 °F).
| Клімат Огваші-Уку       | Клімат Огваші-Уку | Клімат Огваші-Уку | Клімат Огваші-Уку | Клімат Огваші-Уку | Клімат Огваші-Уку | Клімат Огваші-Уку | Клімат Огваші-Уку | Клімат Огваші-Уку | Клімат Огваші-Уку | Клімат Огваші-Уку | Клімат Огваші-Уку | Клімат Огваші-Уку | Клімат Огваші-Уку |
| Показник                | Січ.              | Лют.              | Бер.              | Квіт.             | Трав.             | Черв.             | Лип.              | Серп.             | Вер.              | Жовт.             | Лист.             | Груд.             | Рік               |
| Середня температура, °C | 26,7              | 28,4              | 28,6              | 27,8              | 26,9              | 25,9              | 25,2              | 25,1              | 25,5              | 26,1              | 26,7              | 26,3              | 26,6              |
| Норма опадів, мм        | 11.5              | 31.8              | 97.8              | 155.9             | 219.1             | 244.8             | 310.1             | 238.8             | 330.5             | 244.8             | 54.9              | 14                | 1954              |
| Днів з опадами          | 1,5               | 2,6               | 6,1               | 9                 | 12,7              | 15,2              | 17,3              | 16,6              | 18,5              | 13,3              | 3,3               | 1,3               | 117,4             |
| Вологість повітря, %    | 67                | 68.9              | 72.8              | 78.3              | 81.6              | 83.8              | 84.8              | 84.5              | 84.1              | 83.6              | 79.9              | 71.9              | 78.4              |
| ----------------------- | ----------------- | ----------------- | ----------------- | ----------------- | ----------------- | ----------------- | ----------------- | ----------------- | ----------------- | ----------------- | ----------------- | ----------------- | ----------------- |
| Джерело: Weatherbase    |                   |                   |                   |                   |                   |                   |                   |                   |                   |                   |                   |                   |                   |

## Відомі люди
- Нгозі Оконджо-Івеала — голова Світової організації торгівлі.